# Renée O'Connor
Pour les articles homonymes, voir O'Connor.
Renée O'Connor est une actrice et réalisatrice américaine, née le 15 février 1971 à Katy, au Texas (États-Unis).

## Biographie
Renée O'Connor est née à Houston, Texas, de Walter et Sandra O'Connor (maintenant Wilson) et a grandi à Katy, une banlieue de Houston. À 12 ans, elle commence à étudier la comédie au Alley Huston Théâtre, plus tard elle ira au Lycée de l'art visuel et du spectacle de Houston. Elle fut aussi élève au Lycée James E. Taylor où elle obtiendra son diplôme. Renée O'Connor a un frère plus âgé, Chris.
Evelyn Renée O’Connor naît de Sandra et Walter O'Connor le 15 février 1971 à Houston (Texas), et grandit avec son grand-frère Chris dans la banlieue de Katy. Elle tombe sous le charme de l’art dramatique après avoir interprété son premier rôle mineur au théâtre à huit ans et entre plus tard au High School for the Performing and Visual Arts, bien qu'elle obtienne son diplôme au Taylor High Scool. À l’âge de 16 ans elle décroche un rôle dans une publicité pour McDonald's, puis pour un parc d’attraction et participe fréquemment dès 1989 à l’émission New Mickey Mouse Club sur Disney Channel. Elle est aussi professeure d’aérobic à Los Angeles où elle emménage à l’âge de 18 ans.
Après quelques petits rôles dans des séries telles que Match Point, Les Contes de la crypte ou encore New York Police Blues, elle se fait remarquer par Robert Tapert et Sam Raimi lors de son audition pour le rôle de Deianeira dans la série Hercule. Impressionnés par sa performance, ils lui proposent aussitôt un rôle dans le film Darkman 2. Elle auditionne par la suite pour le rôle de Gabrielle, pour la série Xena, la guerrière, qu’elle décroche haut la main en 1995. Elle s’installe donc à Auckland, en Nouvelle-Zélande.
Durant le tournage de la série elle fréquente Steve Muir, un restaurateur Néo-Zélandais, qu’elle épouse le 14 octobre 2001. De cette union naît leur fils Miles, le 22 septembre 2001. Ils divorcent en 2005.
Alors qu’elle interprète le rôle de Gabrielle, son intérêt pour la réalisation se fait sentir. Elle coréalise les épisodes Adventures in the Sin Trade (4x01 et 4x02) aux côtés de T.J. Scott. Elle se lance officiellement dans le domaine en réalisant seule les épisodes Deja Vu All Over Again (4x22) et Dangerous Prey (6x11). Après l’arrêt de la série, Renée O'Connor revient s’installer à Los Angeles. Elle reste cependant très fidèle à la Nouvelle-Zélande où elle retourne fréquemment, ayant conservé sa maison devenue résidence secondaire.
Durant l’été 2002 Renée revient à ses premières amours : le théâtre. Elle tient durant cinq semaines consécutives le rôle de Lady MacBeth dans la pièce de Shakespear MacBeth, produite par la troupe Shakespear by the Sea.
La même année elle concrétise son rêve en produisant son premier film Diamonds and Guns qui sort au printemps 2007, après plus de cinq ans de problèmes budgétaires. Il y apparaît Jed Sura, compagnon actuel de l'actrice et père de la petite Iris, née le 19 mars 2006. À noter que Joseph LoDuca, qui avait également travaillé sur Xena, compose la musique du film.
Alors qu’elle continue d’avancer dans son projet personnel, elle participe au court-métrage One Weekend a Month réalisé par Eric Escobar en 2004. Sa prestation remarquable, qui lui vaut le prix du jury du festival de Sundance, permet au réalisateur d’obtenir des fonds pour l’adapter au cinéma, mais il écarte Renée O’Connor dont il ne veut pas pour le premier rôle.
Puis en novembre 2006, elle se rend quelques jours en Caroline du Nord pour le tournage de Ghost Town : The movie dans lequel elle incarne Little Jack. Le rôle était normalement destiné à un homme, mais l’un des acteurs et scénariste du film, D.J. Perry, présente une photo de ROC au réalisateur Dean Teaster, qui tombe sous le charme de cette charismatique et non moins talentueuse blonde. Il prend d’ailleurs conscience de l’ampleur de sa décision lors des premiers jours de tournage alors que des fans du monde entier le contactent pour l’encourager dans son choix.
L'année 2007 est riche en réalisations : elle interprète le rôle d’une psychiatre traitant des patients atteints de phobies diverses, telles que la peur du boogeyman dans Boogeyman 2 de Sam Raimi.
Ghost Town, pour sa part, est enfin prêt à la diffusion. Elle enfile la tenue de cowboy pour y interpréter le rôle de Little Jack. Durant l'été 2007 toujours, elle part tourner en Bulgarie un téléfilm du nom de Genesis Code qui paraît sur la chaîne Syfy. Elle y interprète le rôle d'Ava.
Alors que 2008 marque la sortie officielle du DVD de Diamonds and Guns et Boogeyman 2, 2009 est une autre grande année pour Renée O'Connor, puisque sort Words Unspoken, son second film. Elle ne se contente pas d'y jouer, puisqu'elle l'a également écrit, produit et réalisé. Words Unspoken est un succès. Il remporte le prix du mérite à l'Indiefest de Los Angeles, celui du meilleur court-métrage et du meilleur drame (mention spéciale) au West Hollywood International Film Festival et arrive semi-finaliste dans la catégorie court métrage du festival Moondance. Il vaut également à Renée O'Connor le prix de la meilleure actrice, toujours au West Hollywood International Film Festival.
En plus d’être actrice et réalisatrice, Renée O'Connor est aussi une artiste. Elle peint fréquemment des toiles qu’elle met en vente sur eBay afin de récolter de l'argent pour ses projets cinématographiques (Diamonds and Guns par exemple).
Mais Renée O'Connor est avant tout une actrice passionnée et n'a de cesse de revendiquer Gabrielle comme le rôle de sa carrière. Elle rend hommage à tous ses fans et à la communauté Xenite en participant chaque année à la convention de Xena, et ce depuis 1997, allant même jusqu’à Londres où un grand rassemblement a lieu.
Parallèlement, Renée O'Connor se consacre à de nombreuses opérations caritatives et n’a pas peur de descendre dans la rue avec les pompiers et autres organismes pour récolter des fonds. Elle soutient aussi la communauté homosexuelle, étant devenue une icône lesbienne. En 1999 elle participe à la Gay Pride en Nouvelle-Zélande, partageant un char avec son amie Lucy Lawless.
Renée O'Connor adore le sport et pratique beaucoup d’activités telles que le Kick Boxing, le roller, l’équitation et l’escalade. Elle réalise notamment l’ascension du Kilimandjaro en 1998 aux côtés de sa mère et obtient sa ceinture noire de Taekwondo.
Avant d'être actrice officielle, Renée O'Connor a été professeur d'aérobic.

## Filmographie

### Actrice
- 1989 : Teen Angel (série TV) : Nancy Nichols
- 1989 : Match Point (TV) : Robin
- 1989 : La Preuve par 9 mm (Black Snow) : Jennifer Winslow
- 1989 : Night Game de Peter Masterson : Lorraine Beasley
- 1990 : False Identity : Angela Errickson
- 1991 : Détour vers le bonheur (Changes) (TV) : Jessica Adams
- 1991 : Stone Cold : Tinselteeth
- 1993 : Sworn to Vengeance (TV)
- 1993 : Les Aventures de Huckleberry Finn (The Adventures of Huck Finn) : Julia Wilks
- 1993 : La Rivière infernale (The Flood: Who Will Save Our Children?) (TV) : Leslie
- 1994 : Darkman 2 : Le retour de Durant (Darkman II: The Return of Durant) (vidéo) : Laurie Brinkman
- 1994 : Hercule et le Royaume oublié (Hercules: The Legendary Journeys - Hercules and the Lost Kingdom) (TV) : Deianeira
- 1995 : Follow the River (TV) : Bettie Draper
- 1995 : The Rockford Files: A Blessing in Disguise (TV) : Laura Sue Dean
- 1995 : Xena, la guerrière (Xena: Warrior Princess) (série TV) : Gabrielle
- 1998 : Hercules and Xena - The Animated Movie: The Battle for Mount Olympus (vidéo) : Gabrielle (voix)
- 2000 : Rubbernecking : Ashton
- 2004 : One Weekend a Month : Meg McDermott
- 2005 : Alien Apocalypse (TV) : Kelly
- 2005 : Xena: The 10th Anniversary Collection (vidéo) : Gabrielle
- 2007 : Boogeyman 2 : Dr.Jessica Ryan
- 2007 : Esprits criminels (Série TV) - Saison 3 - épisode 15
- 2009 : Devil's Bayou : pré-production
- 2010 : Ark, the series : Connie
- 2009 : Bitch Slap : Sœur Batrill
- 2009 : Fitful : Paula : court métrage
- 2010 : Beyond the Farthest Star : Maureen : casting et réalisation en cours
- 2010 : 2010: Moby Dick : docteur Herman

### Scénariste
- 2009 : Words Unspoken A ROC Pictures, LLC Short Film

### Productrice
- 2009 : Words Unspoken A ROC Pictures, LLC Short Film
- 2007 : Diamonds and Guns A ROC Pictures, LLC Full Length Film

### Directrice/réalisatrice
- 2009 : Words Unspoken An ROC Pictures, LLC Short Film
- 2008 : Diamonds and Guns 2nd Unit Director for ROC Pictures, LLC
- 2001 : Xena: Warrior PrincessTV Series épisode Dangerous Prey
- 1999 : Xena: Warrior Princess TV Series épisode Déjà Vu All Over Again
- 1995 : Girls Just Wanna Have Fun - Xena Warrior Princess pour les DVD International